# Сестре Мирабал
Сестре Мирабал (шп. [eɾˈmanas miɾaˈβal], Las Hermanas Mirabal)) биле су четири сестре, познате најчешће као Патрија, Минерва, Марија Тереза и Деде, које су се противиле диктатури Рафаела Трухиља (Ел Хефе) у Доминиканској Републици и биле умешане у тајне активности против Трухиљовог режима. На три од четири сестре (Патрија, Минерва, Марија Тереза) извршен је атентат 25. новембра 1960. године. Последња сестра Деде умрла је природном смрћу 1. фебруара 2014.
Атентати су сестре Мирабал претворили у „симболе и народног и феминистичког отпора“. 1999. године, у њихову част, Генерална скупштина Уједињених нација прогласила је 25. новембар Међународним даном борбе против насиља над женама.

## Сестре
| Пуно име                              | Име          | Датум рођења      | Датум смрти        |
| ------------------------------------- | ------------ | ----------------- | ------------------ |
| Patria Mercedes Mirabal Reyes         | Patria       | 27. фебруар 1924. | 25. новембар 1960. |
| Bélgica Adela Mirabal Reyes           | Dedé         | 1. март 1925.     | 1. фебруар 2014.   |
| María Argentina Minerva Mirabal Reyes | Minerva      | 12. март 1926.    | 25. новембар 1960. |
| Antonia María Teresa Mirabal Reyes    | María Teresa | 15. октобар 1935. | 25. новембар 1960. |

Породица Мирабал су били пољопривредници из централне регије Сибао у Доминиканској Републици и имали су фарму у селу Охо де Агбе, у близини града Салседо. Сестре су сматране делом друштвене елите, а одгајали су их родитељи, Енрике Мирабал Фернандез и Мерседес Рејес Камило. Када је Рафаел Трухиљо преузео власт, било је уобичајено да се његова слика налази у сваком домаћинству, међутим, кућа Мирабал никада није имала слику Трухиља и после су сматрани људима који се не слажу са Трухиљовим режимом.

### Патрија Мерседес Мирабал Рејес
Патрија Мерседес Мирабал Рејес позната као Патрија, била је најстарија од четири сестре Мирабал, рођена 27. фебруара 1924. Када је имала 14 година, родитељи су је послали у католички интернат, Colegio Inmaculada Concepción у Ла Веги. Напустила је школу када је имала 17 година и удала се за Педра Гонзалеса,пољопривредника, који ће јој касније помоћи у свргавању Трухиљо режима.
Често се цитира Патрија:
| „ | Не можемо дозволити да наша деца одрастају у овом корумпираном и тиранском режиму. Морамо се борити против њега и спремна сам да се одрекнем свега, чак и свог живота ако је потребно. | ” |

### Белхика Адела Мирабал Рејес
Белхика Адела Мирабал Рејес, позната као Деде, била је друга ћерка породице Мирабал и рођена је 1. марта 1925. (понекад се наводи да је рођена 29. фебруара 1925). За разлику од својих сестара, она није ишла на факултет, већ је уместо тога преузела улогу традиционалне домаћице. Деде је остала код куће да помаже породични посао и није се бавила политичким радом својих сестара. После убиства својих сестара, Деде се бринула о њиховој деци. Између 1992. и 1994. Деде је покренула Фондацију сестара Мирабал и музеј сестара Мирабал како би наставила наслеђе својих сестара. Деде је била последња преживела сестра породице. Умрла је у доби од 88 година и читав живот је говорила да јој је судбина дала да преживи, тако да би могла да „исприча њихову причу“.

### Марија Архентина Минерва Мирабал Рејес
Марија Архентина Минерва Мирабал Рејес, позната и као Минерва, била је трећа ћерка, рођена 12. марта 1926. Уписала је Универзитет у Санто Домингу. Студирала је право, али због одбијања Трухиља, ускраћена јој је дозвола за праксу.
На универзитету је упознала свог супруга Манола Тавареса Хустоа, који ће јој помоћи у борби против Трухиљо режима. Минерва је била најгласнија и најрадикалнија од Мирабалових ћерки, и више пута је хапшена и узнемиравана по налогу који је дао сам Трухиљо.
Једном приликом је рекла:
| „ | Извор среће је учинити све што се може учинити за нашу земљу која пати од толико мука. Тужно је остати прекрштених руку. | ” |

### Антонија Марија Тереза Мирабал Рејес
Антонија Марија Тереза Мирабал Рејес, позната као Марија Тереза, била је четврта и најмлађа ћерка, рођена 15. октобра 1935. Похађала је Colegio Inmaculada Concepción, дипломирала на Liceo de San Francisco de Macorís1954. године и отишла на Универзитет Санто Доминго, где је студирала математику.
Након образовања, Марија се удала за Леандра Гузмана. На Марију Терезу утицали су политички ставови старије сестре Минерве и била је умешана у тајне активности против Трухиљовог режима. Као резултат тога, узнемиравана је и хапшена по директном наређењу Трухиља. Веома се дивила својој старијој сестри Минерви и постала је страствена према Минервиним политичким погледима.
Једном је рекла:
| „ | Можда је оно што нам је најближе смрт, али та идеја ме не плаши. Наставићемо да се боримо за оно што је праведно. | ” |

## Политичке активности
Под утицајем свог ујака, Минерва се укључила у политички покрет против Трухиља, који је био званични председник земље од 1930. до 1938. и од 1942. до 1952. године, али је владао иза кулиса као диктатор од 1930. до његовог атентата 1961. Минервине сестре су уследиле у покрет: прво Марија Тереза, која се придружила након боравка у Минервиној кући и сазнавања о њеним активностима, а затим Патрија, која се придружила након што је присуствовала масакру неких Трухиљових људи док су били на верском повлачењу. Деде се није придружила, делимично зато што њен супруг Хајмито није желео да то учини.
Минерва, Марија Тереза и Патрија придружиле су се групи под називом Покрет четрнаестог јуна. Делиле су памфлете о многим људима које је Трухиљо убио и прибављале материјале за пушке и бомбе које су се користили када су се на крају отворено побунили. Унутар групе, сестре су себе називале „Лас Марипосас“ („Лептири“), према Минервином подземном имену.
Минерва и Марија Тереза биле су затворене, али нису мучене захваљујући растућем међународном противљењу Трухиљовом режиму. Њихови и Патријини мужеви, који су такође били укључени у подземне активности, били су затворени у затвору La Victoria Penitentiary у Санто Домингу. 
1960. Организација америчких држава осудила је Трухиљове поступке и послала посматраче. Минерва и Марија Тереза су ослобођене, али су њихови мужеви остали у затвору. На веб локацији за памћење Мирабал сестара, Learn to Question, аутор пише:
| „ | Без обзира колико пута их је Трухиљо затворио, без обзира на то колико им је имовине и имања одузео, Минерва, Патрија и Марија Тереза одбиле су да одустану од своје мисије да обнове демократију и грађанске слободе острвске државе. | ” |

## Атентат
Дана 25. новембра 1960. године, Патрија, Минерва, Марија Тереза и њихов возач Руфино де ла Круз посетили су Марију Терезу и затворене мужеве Минерве. Патријасин супруг није био лишен слободе, али је тражила моралну подршку. На путу кући, зауставили су их Трухиљови војници. Сестре и де ла Круз су раздвојени, задављени и насмрт претучени. Тада су тела сакупљена и стављена у њихов џип, који је прегажен са планинског пута, покушавајући да њихова смрт изгледа као несрећа.
Након што је на Трухиља извршен атентат 30. маја 1961. године, генерал Пупо Роман признао је да је лично знао да је сестре убио Виктор Алисинио Пена Ривера, Трухиљова десна рука, заједно са припадницима његових тајних полицијских снага. Што се тиче тога да ли је Трухиљо наредио убиства или је тајна полиција деловала самостално, један историчар је написао: "Знамо да наређења ове природе не могу долазити ни од једног ауторитета нижег од националног суверенитета. То је био нико други до Трухиља." Такође, један од убица, Киријасо де ла Роса, рекао је: "Покушао сам да спречим катастрофу, али нисам могао јер би нас Трухиљо све убио."

## Последице
Према историчару Бернарду Дидриху, убиства сестара „имала су већи ефекат на Доминиканце од већине осталих Трухиљових злочина." Убиства су, написао је, „учинили нешто њиховом мачизму“ и отворила пут Трухиљовом убиству шест месеци касније.
Међутим, са детаљима атентата на сестре Мирабал се „пажљиво поступало на званичном нивоу“ све до 1996. године, када је председник Хоакин Балагер био приморан да одступи након више од две деценије на власти. Балагер је био Трухиљов штићеник и био је председник у време атентата 1960. године (мада се у то време „дистанцирао од генерала Трухиља и у почетку је израдио умеренији политички став“).
Прегледом програма историје у јавним школама 1997. године Мирабал сестре су препознате као националне мученице. У пост-Балагерово доба забележен је значајан пораст поклањања сестрама Мирабал, укључујући изложбу њихових ствари у Националном музеју историје и географије у Санто Домингу.
Након атентата, преживела сестра Деде посветила је свој живот наследству својих сестара. Одгајила је њихово шесторо деце, укључујући Миноу Таварез Мирабал, ћерку Минерве, која је од 2002. године била заменица за Национални округ у доњем дому Доминиканског конгреса, а пре тога је била заменик министра спољних послова (1996–2000). Од троје Дедеине деце, Џејми Давид Фернандез Мирабал је министар за животну средину и природне ресурсе и бивши потпредседник Доминиканске Републике. Деде је 1992. године основала фондацију Мирабал Сестре, а 1994. отворила је Музеј сестара Мирабал у родном граду сестара, Салседо. Објавила је књигу Vivas en su Jardín, 25. августа 2009. Живела је у кући у Салседу у којој су се сестре рођене и живела је ту до њене смрти 2014. године, у доби од 88 година.